# PGC 2170635
LEDA/PGC 2170635 ist eine Galaxie im Sternbild Perseus am Nordsternhimmel. Sie ist schätzungsweise 548 Millionen Lichtjahre von der Milchstraße entfernt und hat einen Durchmesser von etwa 90.000 Lichtjahren. Vom Sonnensystem aus entfernt sich das Objekt mit einer errechneten Radialgeschwindigkeit von näherungsweise 12.100 Kilometern pro Sekunde.

## Galaktisches Umfeld
| Nr. | Galaxie          | Alternativname            | Rek           | Dek           | Distanz/asec |
| --- | ---------------- | ------------------------- | ------------- | ------------- | ------------ |
| →   | LEDA/PGC 2170635 | 2MASX J02393232+4046033   | 02h39m32.34s  | +40d46m03.1s  | 0            |
| 1   | LEDA/PGC 10077   | 2MASX J02393496+4046374   | 02h39m34.969s | +40d46m37.34s | 45.70        |
| 2   | NGC 1003         | LEDA/PGC 10052            | 02h39m16.89s  | +40d52m20.3s  | 417.20       |
| 3   | LEDA/PGC 10025   | UGC 2126                  | 02h38m47.07s  | +40d41m55.1s  | 570.91       |
| 4   | LEDA/PGC 2171184 | 2MASX J02402141+4048200   | 02h40m21.41s  | +40d48m20.2s  | 573.36       |
| 5   | LEDA/PGC 2167752 | 2MASX J02392281+4034032   | 02h39m22.799s | +40d34m03.65s | 726.58       |
| 6   | LEDA/PGC 90627   | WISEA J023836.02+403943.0 | 02h38m35.80s  | +40d39m43.0s  | 747.27       |
| 7   | LEDA/PGC 2169797 | 2MASX J02404244+4042349   | 02h40m42.45s  | +40d42m34.8s  | 823.42       |
| 8   | LEDA/PGC 2170352 | 2MASX J02404737+4044583   | 02h40m47.38s  | +40d44m58.2s  | 854.55       |
| 9   | LEDA/PGC 2167160 | 2MASX J02393747+4031474   | 02h39m37.468s | +40d31m47.86s | 856.53       |